# Дяченко Кость Іванович
Ко́сть Іва́нович Дяче́нко (1928—2006) — український письменник.

## Життєпис
Дяченко Кость Іванович народився 20 січня 1928 р. в с. Драбівка Корсунь-Шевченківського району Черкаської області в сім'ї вчителя.
За спогадами вчительки-пенсіонерки Драбівської середньої школи Яценко Юлії Андріївни — сім'я Дяченків була приїжджа, свого будинку не мала, жили при школі. Батько Костянтина Івановича — Іван Семенович працював в Драбівській школі в 30-х роках. У сім'ї були старші дочки: старша — Марія, молодша — Тетяна.
У 1937 році сім'я Дяченків переїхала в Нетеребку, де майбутній письменник пішов у школу.
Батько поета довго хворів ревматизмом і через декілька років помер, незабаром померла і мати.
Старша сестра Марія закінчила Корсунське медичне училище, працювала в м. Корсунь-Шевченківський в РАЙВНО, в РК КПУ, потім переїхала в м. Черкаси.
В 1944 році Костянтин Іванович — учасник Другої світової війни.
В 1944 році він був бійцем і командиром винищувального загону по ліквідації залишків ворога після Корсунь-Шевченківського угрупування.
По закінченні школи працював на залізниці черговим по станції, поїздовим диспетчером, начальником транспортного цеху цукрокомбінату.
Навчався поет у Всесоюзному заочному інституті інженерів залізничного транспорту.
Працював у рідній районній газеті та газеті «Вечірній Київ».
Член Спілки Письменників СРСР з 1976 р.

## Творчість
Костянтин Дяченко автор книжок гумору та сатири:
- «Хоч і верша — аби перша» (1964),
- «Історія з географією» (1970),
- «Комарасія» (1972),
- «Цвіт і цвіль» (1973),
- «Кругле диво» (1974),
- «Вето на холодець» (1980),
- «Невчасний візит» (1982),
- роману «Колія» (1990),
- «Веселе коло» (для дітей).